# Kanton Marvejols
Der Kanton Marvejols  ist seit 1790 ein französischer Wahlkreis im Arrondissement Mende, im Département Lozère und in der Region Okzitanien; sein Hauptort ist Marvejols.

## Gemeinden
Der Kanton besteht aus fünf Gemeinden mit insgesamt 5744 Einwohnern (Stand: 1. Januar 2022) auf einer Gesamtfläche von 117,98 km²:
| Gemeinde             | Einwohner 1. Januar 2022 | Fläche km² | Dichte Einw./km² | Code INSEE | Postleitzahl |
| -------------------- | ------------------------ | ---------- | ---------------- | ---------- | ------------ |
| Antrenas             | 330                      | 17,55      | 19               | 48005      | 48100        |
| Lachamp-Ribennes     | 375                      | 50,86      | 7                | 48126      | 48100, 48700 |
| Marvejols            | 4.752                    | 12,45      | 382              | 48092      | 48100        |
| Recoules-de-Fumas    | 99                       | 9,77       | 10               | 48124      | 48100        |
| Saint-Léger-de-Peyre | 188                      | 27,35      | 7                | 48168      | 48100        |
| Kanton Marvejols     | 5.744                    | 117,98     | 49               | 4808       | –            |

Bis zur landesweiten Neuordnung der französischen Kantone im März 2015 gehörten zum Kanton Marvejols die elf Gemeinden Antrenas, Gabrias, Grèzes, Le Buisson, Marvejols, Montrodat, Palhers, Recoules-de-Fumas, Saint-Bonnet-de-Chirac, Saint-Laurent-de-Muret und Saint-Léger-de-Peyre. Sein Zuschnitt entsprach einer Fläche von 211,39 km2. Er besaß vor 2015 einen anderen INSEE-Code als heute, nämlich 4812.

## Veränderungen im Gemeindebestand seit der landesweiten Neuordnung der Kantone
2019:
- Fusion Ribennes und Lachamp → Lachamp-Ribennes
- Fusion Rieutort-de-Randon (Kanton Saint-Alban-sur-Limagnole), Estables (Kanton Saint-Alban-sur-Limagnole), Saint-Amans (Kanton Saint-Alban-sur-Limagnole), Servières und La Villedieu (Kanton Saint-Alban-sur-Limagnole) → Monts-de-Randon (Kanton Saint-Alban-sur-Limagnole und Kanton Marvejols)